# CLDN9
CLDN9‏ (Claudin 9) هوَ بروتين يُشَفر بواسطة جين CLDN9 في الإنسان.
ينتمي إلى مجموعة الكلاودين. يتم التعبير عن هذا الجين في الأذن الداخلية والظهارة الشمية والغدة النخامية الأمامية ويشارك في السمع.